# Каменский мостовой переход
Каменский мостовой переход — автомобильный мост в городе Каменске-Шахтинском через реку Северский Донец на федеральной автомобильной дороге М-4 «Дон».

## История
Мостовой переход (мост) состоит из двух отдельно стоящих мостов: первый (с габаритом Г-8,1) был построен в 1966 году и капитально отремонтирован в 1999 году; второй (с габаритом Г-11,5) был сдан в эксплуатацию в декабре 2002 года (сооружён параллельно старому, в 20 метрах от его оси ниже по течению реки).

### Первый мост
Автодорожный мост через реку Северский Донец был построен Мостопоездом № 805 Минтрансстроя СССР и введён в эксплуатацию в 1966 году. Индивидуальный проект был выполнен институтом «Гипроавтотранс» в 1961—1964 гг. Полная длина моста (расстояние между задними гранями устоев) составляет 380,84 метра. Габарит проезжей части Г-8,1, с обеих сторон которой устроены тротуары шириной 1,52 метра на накладных блоках. Полная ширина плиты проезжей части — 9,95 м.
Подмостовое пространство перекрыто пятью пролётами рамно-подвесной системы — железобетонные Т-образные рамы с консолями в виде решётчатых ферм с вылетом консолей 32,87 м и подвесные пролёты из железобетонных, диафрагменных, предварительно напряжённых балок таврового сечения с расчётным пролетом 21,56 м.
Весной 2019 года на мосту появились трещины, которые вызвали опасность движения по нему. Летом этого же года мост был закрыт на ремонт и рядом началось сооружение временного моста из оставшихся от Крымского моста технологических металлоконструкций. 1 августа 2019 года временный мост заработал, сняв транспортное напряжение, возникшее в связи с летним периодом отпусков, когда пробки на подъезде к мостовому переходу достигали длины 10 километров, вызвав коллапс в самом Каменске-Шахтинском. Временный мост — двухполосный, длиной 366 метров. Во время строительства временного моста действовала понтонная переправа.

Временные переправа и мост
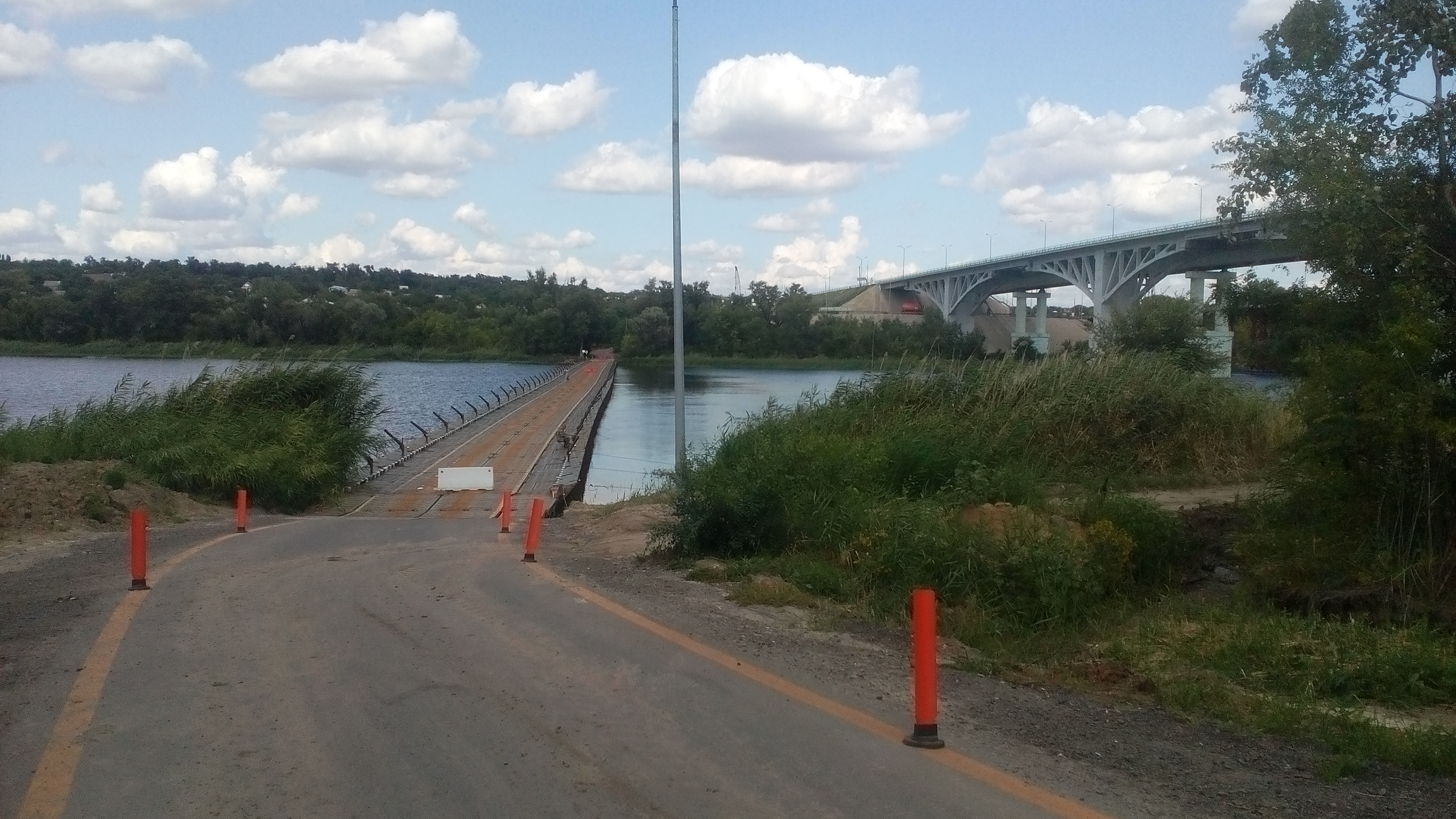
Понтонная переправа
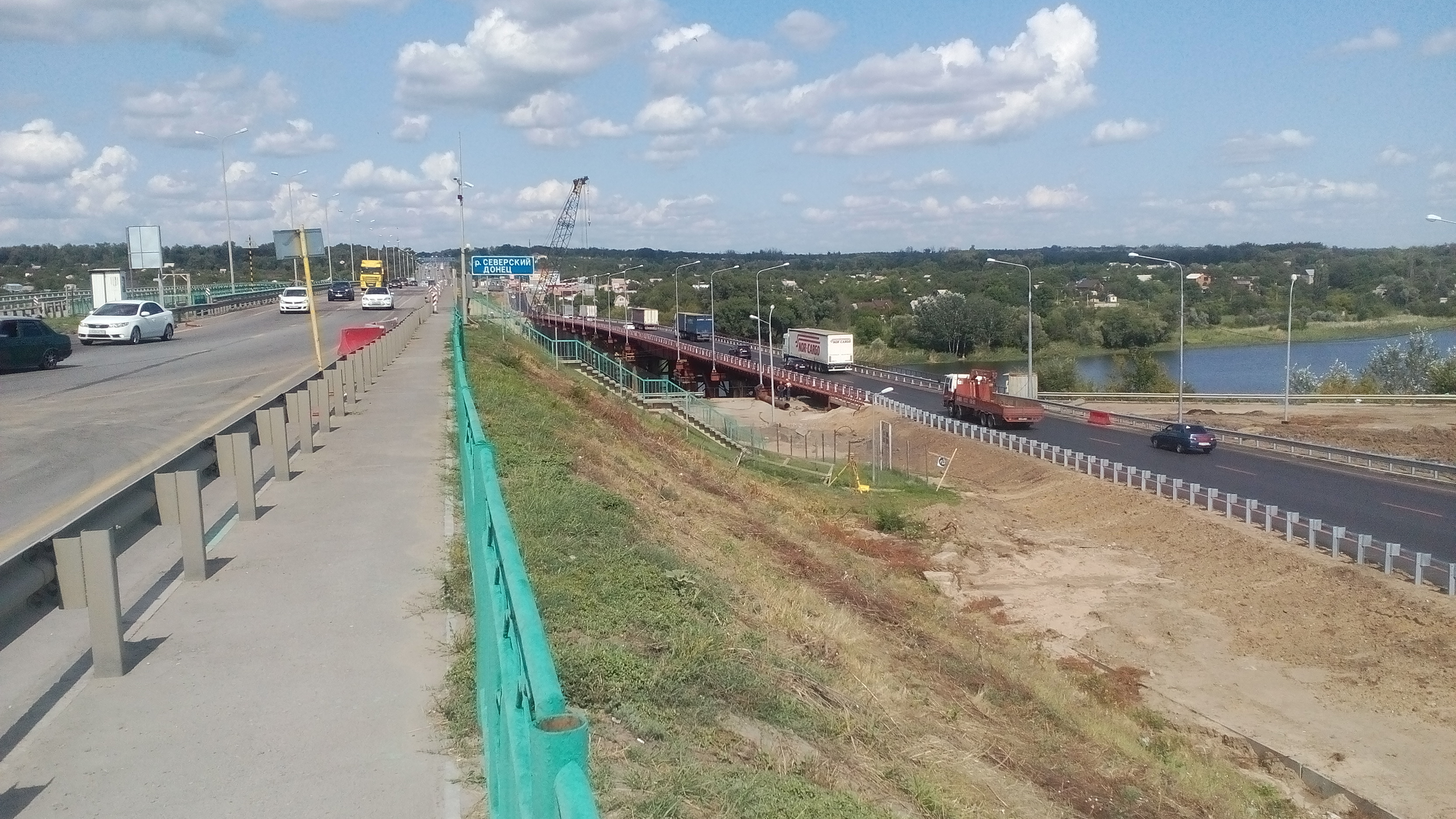
Временный мост

### Второй мост
Заказчиком его строительства являлась организация «Севкавупрдор». Генеральный проектировщик моста Северо-Кавказский филиал ОАО «Гипродорнии», генеральная подрядная организация — «Ростовавтомост». Рабочая документация пролётного строения разработана ОАО «Трансмост» поставщик пролётных металлоконструкций — ЗАО «Борисовский завод ММК».
Временное движение по одной полосе по новому мосту открыто 22 декабря 2023 года.
В полном объёме движение запущено 28 декабря 2023 года.
Новый мост с момента открытия получил название мост Защитников Донбасса.
Русловые опоры под центральными пролётами покрасили в цвет георгиевской ленты, как и шумоизоляционные экраны. Ночью они подсвечиваются.
Первый и шестой пролёты нового моста смещены на 6 м, таким образом новый мост стал длиннее старого. Расстояние между пролётами составляет 61 м (крайние пролеты) и 88 м (в центре моста).
Новое пролётное строение возведено по индивидуальному проекту и по новой технологии Thorma Joint BJ, которой не страшны резкие перепады температур. Оно представляет собой неразрезную сталежелезобетонную балку, состоящую из двух цельноперевозимых коробчатых стальных балок заводской готовности, объединённых между собой системой поперечных балок с шагом 3 м. По новому мосту предусмотрена организация трёхполосного движения с севера на юг. Теперь это сооружение длиной 366 м с тремя полосами движения в попутном направлении, с шириной проезжей части 11,25 м и пешеходной тротуарной зоной шириной 2,25 м. На мосту установлены шумозащитные экраны с антивандальным покрытием, смонтировано барьерное ограждение, устроено электроосвещение с использованием энергосберегающих светильников.
Подмостовые развязки пока не откроют. Этому мешает временный металлический мост, который пока не будут разбирать. В долгосрочной перспективе у госкомпании «Автодор» в планах отремонтировать и второй капитальный мост на федеральной автодороге М-4. Тогда его тоже закроют, а автомобильное движение придётся перевести на дублёр — временный металлический мост. Когда начнётся реконструкция второго капитального моста, в «Автодоре» не сообщают.